# Karma v buddhismu
Karma (sanskrt) nebo kamma (pálí) v buddhismu označuje etický přírodní zákon příčiny a následku, čin vykonaný se záměrem nebo vědomým motivem a odpovídající následek tohoto činu, postihující zpětně aktéra samotného. Zjednodušeně řečeno podle této doktríny egoistické jednání způsobuje utrpení, zatímco nesobecké jednání přináší štěstí. Z buddhistického pohledu neznamená karma „osud”, ale může být přeložena jako „čin” nebo „příčina a následek”.

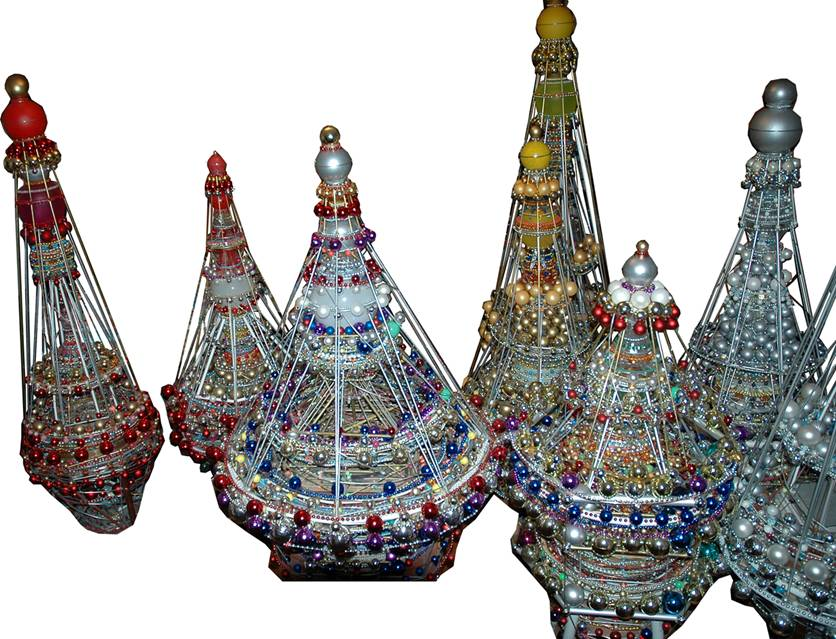
Komplex karmických pyramid

## Působení karmy
Karma funguje následovně: Každý čin, slovo a myšlenka – pozitivní či negativní – zanechává otisky v mysli. Protože způsob prožívání světa je určován obsahem naší mysli, negativní otisky nevyhnutelně vedou k budoucímu utrpení. Když tedy pochopíme, že naše myšlenky, slova a činy zasévají semínka našich budoucích zážitků, budeme mít moc měnit náš život ve vlastních rukou.
Bytí jako takové však zůstává nadále strastiplné, můžeme tedy ovlivnit pouze to, zda budeme utrpení zakoušet více nebo méně.

### Správné pochopení
Budeme-li tedy pochopení karmy používat správným způsobem, přinese nám to svobodu. V každé situaci tak bytosti mají svobodu rozhodnutí o své budoucnosti. Buddhismus nabízí zvlášť účinné metody na odstranění otisků negativních, škodlivých činů z mysli. Tyto metody nám umožňují zbavit se toho, co by v budoucnosti dozrálo jako problematické stavy a situace. Prostřednictvím buddhistické meditace můžeme výrazně ovlivnit celý proces příčiny a následku. Pokud se však nerozhodneme, že budeme pracovat se svou myslí, nebudeme nad ní mít vůbec žádnou kontrolu a budeme prostě jen obětí svých vlastních činů.
Problém je, že nevědomé bytosti nejsou schopny pochopit příčinu špatných nálad a mají tendence těmto negativním stavům mysli podléhat - tzn. vytvářet další negativní karmu.

### Druhy činů
Činy mohou být vykonány myslí, řečí a tělem. Aby byla vytvořena pozitivní nebo negativní karma, je třeba zejména:
- mít vůli nebo záměr provést čin,
- provést čin samotný,
- mít uspokojení z provedení činu.

### Typy činů
Podle typu činu může vzniknout karma prospěšná nebo neprospěšná. Karmický následek činu je nazýván dozrání (vipáka) nebo plod (phala). Karmický následek se nemusí objevit okamžitě, může dozrávat několik životů nebo celé věky. Aby se karmický následek objevil, musí nastat příhodné podmínky, podobně jako každé semeno pro vyklíčení potřebuje určitý druh půdy. Když plod činu dozraje, dopadne neodvratně na svého původce, není možno před ním utéci.
Uděláme-li tedy nějaký negativní čin myslí nebo slovem, zasadíme tím semínko, které zůstane v naší mysli - to je příčina. Když nastanou příhodné podmínky a máme špatnou náladu, jde o plod tohoto činu - to je následek. Tento negativní stav mysli je karmicky neutrální. Stejný princip má i pozitivní čin, jehož následek bude naopak radostná nálada - i ta je však karmicky neutrální.
Zákon příčiny a následku platí tedy v každém okamžiku stejně pro všechny lidské bytosti - bez rozdílu. Karma tedy není nic "inteligentního", mnohem přesnější vyjádření karmy je jakási strojová akce a reakce.
V Dhammapadě se praví, že ani v povětří, na dně oceánu nebo v nitru hory nelze nalézt místo, kde by se bylo možné ukrýt před následkem zlého činu. Karma však neznamená determinismus nebo fatalismus. Minulé činy určují jen podmínky, za nichž se jednatel dál svobodně rozhoduje a volí si tak další podmínky své budoucí existence. Občas se používá přirovnání karmy k říčnímu proudu, který někdy plyne pomalu a člověk v něm může plavat, kam chce, ale jindy je proud tak silný, že to jediné, co může člověk dělat, je držet se ze všech sil na jednom místě a snažit se, aby ho proud neodnesl. Navíc některá karma nemusí nést plody, pokud nejsou vhodné podmínky k jejich rozvinutí, nebo pokud je převážena silnou karmou s opačným nábojem. Karma je tak hlavní příčinou rozdílů mezi bytostmi, není však jediným přírodním zákonem, který určuje chod tohoto světa. Buddha hovořil kromě karmy o zákonech, kterými se řídí neživá hmota, o zákonech organické hmoty a zákonitostech mysli.

### Individualita karmy
Karmický proces má rovněž sběrný aspekt, protože určité elementy našich zkušeností jsou společné. Všichni jsme lidé v té samé sféře zkušeností. Vidíme stejný svět kolem nás, stromy, skály, řeky atd. Všechno to je výsledkem faktu, že sdílíme určitou společnou karmu, a proto vidíme kosmos relativně podobným způsobem. Ale přesto máme individuální zkušenosti, které s nikým nesdílíme. Někteří jsou zdraví, jiní nemocní atd. Tyto individuální aspekty karmy zůstávají jedině našimi osobními zkušenostmi, protože jsou výsledkem našich náchylností, které jsme rozvinuli na individuální úrovni. Zdaleka ne všechno, co člověk zakouší, je následkem nějaké minulé karmy. Prospěšné a neprospěšné činy jsou vždy konány ze svobodné vůle, nikdy nevznikají z minulé karmy, neboť stavy mysli, vzniklé jako karmické následky minulých činů (vipáka), jsou samy o sobě vždy karmicky (eticky) neutrální.

### Jiné významy karmy
Vedle tohoto zažitého významu se termínem karma v buddhismu označuje konání mnišské obce (sangha) nebo alespoň skupiny dvaceti mnichů, kteří mají právo rozhodování (v pálí viniččhaja, v sans. viniščaja) v zásadních záležitostech. Také označuje formální postup při ordinaci (upasampada), při trvalém přijetí novice (v pálí sámanéra, v sans. šrámanéra) za řádného mnicha (v pálí bhikkhu, v sans. bhikšu).

## Karmická kvalita činů
Múla („kořeny“) jsou mentální formace, jejichž (ne-)přítomnost určuje, zda konkrétní čin je prospěšný, neprospěšný nebo karmicky neutrální.

### Neprospěšné stavy mysli
Určující faktory neprospěšných stavů mysli, mluvení a jednání („kořeny neprospěšného“, akusala múla) jsou tři:
1. lóbha - žádostivost (viz také tanhá). Vzniká nemoudrou koncentrací na příjemné stránky skutečnosti. Lze ji překonat vhledem do pomíjivosti, neuspokojivosti a bezpodstatnosti všech jevů.
2. dósa - nenávist, zášť, vztek, ale i antipatie. Vzniká nemoudrou koncentrací na nepříjemné stránky skutečnosti. Lze ji překonat rozvíjením milující laskavosti (mettá)
3. móha - klam, nevědomost (avidždžá). Je ze všech tří nejnebezpečnější, protože jeho přítomnost se nejhůře rozeznává. Lze ho překonat rozvíjením moudrosti (paňňá).

### Deset neprospěšných činů
- 3 činy tělem: zabíjení; braní toho, co nebylo dáno; nepříslušný pohlavní styk (jeho definice je v různých kulturách a dobách různá)
- 4 činy mluvou: lhaní; pomlouvání; hrubá řeč; prázdné tlachání
- 3 činy (stavy) mysli: chamtivost; nenávist; zhoubné názory (o neexistenci karmy a znovuzrozování)

### Prospěšné stavy mysli
Určující faktory prospěšných stavů mysli, mluvení a jednání („kořeny prospěšného“, kusala múla) jsou také tři:
1. alóbha - nepřítomnost žádostivosti, sobeckosti
2. adósa - nepřítomnost zášti, neboli mettá (milující laskavost)
3. amóha - nepřítomnost nevědomosti, neboli paňňá (moudrost)

### Deset prospěšných činů
- 3 tělesné činy: zdržení se zabíjení; zdržení se braní toho, co nebylo dáno; zdržení se nepříslušného pohlavního styku
- 4 verbální činy: zdržení se lhaní, pomlouvání, hrubé řeči a prázdného tlachání, tzn. pravdivá, smířlivá, mírná a moudrá řeč
- 3 stavy mysli: nesobeckost, laskavost a správné názory

To, co je prospěšné, je v buddhistických textech často vyjádřeno v negativních pojmech (nepřítomnost …, zdržení se …), ale ve skutečnosti mají tyto termíny jednoznačně pozitivní charakter.
Kromě těchto „světských“ prospěšných činů existují také „nadsvětské“ prospěšné stavy mysli (arija magga), které nevytvářejí karmu a vedou k osvobození, nirváně.